# Ульман, Эмануэль
Эмануэль Алоис Йозеф Ульман (нем. Emanuel Aloys Joseph Ullmann; 28 февраля 1841, Петровиц, Богемия, ныне Петровице, район Раковник, Чехия — 4 апреля 1913, Вена) — австрийский и немецкий юрист.

## Биография
Родился в семье врача. Окончил факультет права Пражского университета, в 1865 г. защитил докторскую диссертацию. После этого стажировался в Гейдельбергском университете, некоторое время работал в финансовой прокуратуре. В 1868 г. габилитировался в Пражском университете и начал преподавать там же — сперва государственное право, затем австрийское уголовное право, криминальный процесс и общегерманское уголовное право. С 1872 г. профессор Инсбрукского университета, в том же году избран ректором университета, переизбран также на следующий, 1873/1874 учебный год. Был членом городского совета. В 1885—1889 гг. профессор уголовного права и криминального процесса в Венском университете, принимал активное участие в реформе австрийского уголовного кодекса. С 1889 г. профессор Мюнхенского университета, в 1900—1901 гг. его ректор.
Опубликовал монографию «Об умысле при краже» (нем. Ueber den Dolus beim Diebstahl; Мангейм, 1870), речь «Об успехах уголовного судопроизводства с конца XVIII века» (нем. Ueber die Fortschritte in der Strafrechtspflege seit dem Ende des 18. Jahrhunderts; Инсбрук, 1873), учебники по австрийскому уголовно-процессуальному праву (нем. Das österreichische Strafprozessrecht; 1879), германскому уголовно-процессуальному праву (нем. Lehrbuch des deutschen Strafprocessrechts; 1893) и международному праву (нем. Völkerrecht; 1898, вторая редакция 1908), речь (произнесённую по случаю вступления в должность ректора Мюнхенского университета) «Германская морская торговля и законы о морской войне и нейтралитете» (нем. Der deutsche Seehandel und das Seekriegs- und Neutralitätsrecht; 1900).
Почётный доктор Черновицкого университета. Член Института международного права (1898). Кавалер ордена Железной короны III класса (1886) и ордена Гражданских заслуг Баварской короны (1901), благодаря последнему награждению получил личное дворянство и в ряде публикаций фигурирует как Эмануэль фон Ульман.